# Lothar Hause
Lothar Hause (* 22. Oktober 1955 in Lübbenau) ist ein ehemaliger deutscher Fußballspieler. Er bestritt in seiner Laufbahn für den FC Vorwärts Frankfurt zwischen Herbst 1973 und Frühjahr 1991 über 400 Pflichtspiele in der 1. Mannschaft.

## Sportliche Laufbahn

### Gemeinschafts-, Club- und Vereinsstationen
Lothar Hause stammt aus der Nachwuchsabteilung der TSG Lübbenau. 1971 erfuhr er im Alter von 15 Jahren die Delegierung zum FC Vorwärts, der kurz zuvor aus Berlin an die Oder verlegt worden war. Auf nationaler Ebene blieb Lothar Hause in seiner gesamten Laufbahn dem FC Vorwärts Frankfurt (oder) treu und avancierte zum langjährigen Mannschaftskapitän der Oderstädter. Nach ersten Partien in der Ligaelf der Frankfurter in der Saison 1972/73 gelang ihm zügig der Sprung in den Oberligakader, in dem er ab Mitte der 1970er-Jahre zum Stammspieler wurde.
Mit dem DDR-Fußball der Armeesportvereinigung Vorwärts erreichte der Libero zweimal die Finalspiele im FDGB-Pokal, in denen die Rot-Gelben jeweils gegen den Oberliga-Rivalen 1. FC Lokomotive Leipzig das Nachsehen hatten. Die beste Meisterschaftsplatzierung für Hause resultierte aus der Saison 1982/83, in der der FC Vorwärts die Vizemeisterschaft einfuhr. Den sportlichen Tiefpunkt in seiner Karriere bildeten die Spielzeiten 1978 und 1988, nach deren Abschluss die Frankfurter jeweils den Gang in die Zweitklassigkeit antreten mussten. Obwohl Hause mit dem FC Vorwärts beide Male die Rückkehr ins Oberhaus gelang, konnten er und seine Teamkollegen den kontinuierlichen sportlichen Abstieg des ehemaligen Rekordmeisters innerhalb der Hierarchie des DDR-Fußballs nicht mehr verhindern.
Trotz einiger Verletzungspausen ist Lothar Hause mit insgesamt 352 Punktspielen, davon 281 in der Oberliga, der am häufigsten aufgestellte Akteur in der Historie des FC Vorwärts. Darüber hinaus ist Hause in der gesamten Frankfurter Ära der Rot-Gelben der einzige Akteur, der bei A-Länderspielen wiederholt zur Startelf der DDR-Nationalmannschaft gehörte.

### Auswahleinsätze
Hause durchlief alle Nachwuchsnationalmannschaften des DFV. Neben 28 Juniorenländerspielen bestritt das FCV-Talent auch über zwanzig Einsätze in der U 21-Auswahl. Mit dieser erreichte er bei der Europameisterschaft 1978 das Finale, das gegen Jugoslawien mit 0:1 und 4:4 in Hin- und Rückspiel verloren ging.
Größter internationaler Erfolg Hauses war der Gewinn der Silbermedaille bei den Olympischen Spielen 1980 in Moskau mit der Olympiaauswahl der DDR. Gemeinsam mit seinen Mannschaftskameraden wurde er im Anschluss an die Wettkämpfe in der sowjetischen Hauptstadt mit dem Vaterländischen Verdienstorden in Bronze für diese Leistung ausgezeichnet.
Darüber hinaus wurde der Frankfurter in neun Begegnungen in die A-Nationalmannschaft berufen. Sein einziges Tor erzielte Hause dabei 1982 in Leipzig, als er beim 1:0-Erfolg der DDR über Italien den Ausnahmetorhüter Dino Zoff überwinden konnte. Ein Stammplatz blieb dem vorrangig auch hier als Libero eingesetzten Defensivakteur jedoch versagt, da er sich gegen Hans-Jürgen Dörner (Dynamo Dresden), Dirk Stahmann (1. FC Magdeburg) oder auch Norbert Trieloff (BFC Dynamo) nicht dauerhaft durchsetzen konnte.

## Weiterer Werdegang
Nach der verpassten Qualifikation der Oderstädter für den gesamtdeutschen Profifußball im Jahre 1991 verabschiedete sich Lothar Hause vom Leistungssport und siedelte nach Salzgitter um. In seiner neuen Wahlheimat fungierte er anschließend bei diversen Sportvereinen als Trainer – unter anderem beim SV Union Salzgitter und dem TSV aus Hallendorf. Seit Juli 2008 trainiert Hause die erste Herren des Salzgitteraner Kreisligisten FC Viktoria Thiede von 1913.

## Trivia
Hause galt beim Ministerium für Staatssicherheit als unzuverlässig, zudem wurde auch eine Flucht aus der DDR als möglich angesehen. Höhepunkt war der UEFA-Pokal 1980/81, als der FC Vorwärts in der zweiten Runde auf den VfB Stuttgart traf. Obwohl er in der Vorwoche gegen Stahl Riesa angetreten war, wurde Hause für beide EC-Spiele als verletzt abgemeldet. Wegen einer angeblichen „Viruserkrankung“ wurde Hause daraufhin in das zentrale Militärlazarett nach Bad Saarow verlegt, wo er sechs Wochen stationär behandelt wurde. Die genauen Gründe konnten letztlich nie belegt werden.